# Trifolium obtusiflorum
Trifolium obtusiflorum är en ärtväxtart som beskrevs av Joseph Dalton Hooker. Trifolium obtusiflorum ingår i släktet klövrar, och familjen ärtväxter. Inga underarter finns listade i Catalogue of Life.